# The Caller
The Caller ist ein US-amerikanischer Mysterythriller von Arthur Allan Seidelman aus dem Jahr 1987 mit nur zwei Hauptdarstellern. Die beiden Rollen werden von Malcolm McDowell und Madolyn Smith Osborne gespielt. Der Film wurde in Rom gedreht. Seidelman wurde 1987 für einen Preis des Festivals Mystfest nominiert.

## Handlung
Eine Frau wird von einem geheimnisvollen Fremden aus einer Telefonzelle heraus dabei beobachtet, wie sie nach dem Einkaufen in ihren Geländewagen steigt und nach Hause fährt, das abgeschieden in einem Wald liegt. Auf dem Weg dorthin findet sie einen verlassenen, mit einer Panne liegen gebliebenen Ford Thunderbird. Als sie ihn sich näher betrachtet und neugierig das Handschuhfach öffnet, findet sie darin eine Puppe, deren Kopf und Glieder ausgerissen wurden und die sie zu kennen scheint.
Als sie zu Hause eintrifft und die Nacht anbricht, klopft es an ihre Tür. Ein Fremder steht vor ihr und bittet darum, telefonieren zu dürfen, da er angeblich eine Autopanne hatte. Es ist der Besitzer des Thunderbirds. Während er auf den Abschleppdienst wartet, erkundigt sich der Besucher über ihr Privatleben. Während sie für sich und ihren Freund, den sie zum Essen erwartet, alles vorbereitet, erzählt sie ihm, dass ihr Mann im Krieg umgekommen sei und ihre Tochter sich zu Besuch bei Freunden aufhalten würde, was ihr geheimnisvoller Gesprächspartner jedoch bezweifelt. Mit sehr persönlichen Fragen zwingt der Fremde seine Gastgeberin zur Auseinandersetzung mit sich und ihren Lebenslügen. Es beginnt ein tagelanges Psychoduell, das sich zu einer Art Spiel entwickelt und sie entsprechend ihrer Antworten imaginäre Spielpunkte erhält. Dabei versetzt der Fremde die Frau immer wieder in Angst, bedroht sie mit einem Messer und zeigt ihr seine Überlegenheit. Am Tag verlässt er sogar das Haus und fährt mit ihr in die Stadt, weil sie Besorgungen zu machen hat. Mit einem Sportwagen, der auf einem Parkplatz steht und den der Fremde einfach benutzt, fahren sie den Highway in hoher Geschwindigkeit und er scheint ihre Angst zu genießen. Wieder in ihrem Haus angekommen ängstigt der Fremde sie erneut. Da sie sich nicht anders zu helfen weiß, versucht sie ihn zu verführen, doch er widersteht ihr. Am dritten Tag scheint sie das Spiel gewonnen zu haben, da sie fast fünfzig Punkte erreicht hat, doch plötzlich eskaliert die Situation. Als sie erfährt, dass der Fremde ihren Freund umgebracht hat und sie zum Beweis die Hand ihres Geliebten im Gefrierschrank findet, setzt sie sich gegen den Eindringling zur Wehr und tötet ihn mit dem Pfeil einer Armbrust. Doch plötzlich zerfällt sein Körper und es stellt sich heraus, dass er überhaupt kein menschliches Wesen, sondern einer von unzähligen Callern ist, Besuchern einer fremden Welt.
Die Frau beginnt nach ihrer Tochter zu suchen, da ihr ungebetener Gast verraten hatte, sie würde innerhalb eines Stromkraftfeldes gefangen gehalten und sei nur sechs Meilen vom Haus entfernt. Die Frau rennt in den Wald vor ihrem Haus und hört auch einige Male die Stimme ihrer Tochter, findet sie aber nicht. Plötzlich erscheint ein neuer Caller in derselben Gestalt wie der Getötete, der ihr eröffnet, keine Fehler wie sein Vorgänger zu begehen, der sich während des Spiels in sie verliebt hätte. Er fordert sie auf, das Spiel erneut zu spielen, wenn sie ihre Tochter wiedersehen wolle. Dabei würden die Caller nicht nur sie, sondern im Rahmen eines Experiments, das ihre menschlichen Gefühle erforschen soll, tausende anderer Menschen dazu zwingen, getrennt von ihren Kindern in der Wildnis zu leben. Nur wenn diese das immer wieder aufs Neue beginnende Punktespiel gewinnen, erhalten sie ihre Freiheit und ihre Kinder zurück. Schließlich gibt sich die Frau geschlagen und kehrt in ihr Haus zurück und kurz darauf erscheint ein neuer Caller, diesmal in Gestalt eines Polizisten, um ein neues Spiel zu beginnen.

## Kritik
Das Lexikon des internationalen Films schrieb: „Ein geheimnisvoller Fremder nistet sich bei einer jungen Frau ein, die mutterseelenallein in ihrem großen Haus im Wald lebt. Die beiden belauern sich gegenseitig, bis am Ende eines ermüdenden Katz-und-Maus-Spiels herauskommt, daß der Besucher zu einer außerirdischen Lebensform gehört, die die Menschen quasi in Einzelhaft gefangenhält und mit psychologischen Tests terrorisiert. Dieser weit hergeholten Pointe geht ein öde vorbereitetes Herumhantieren mit leeren Anspielungen und Symbolen voraus.“
Bei kino.de hieß es: „Ein Kammerspiel für starke Nerven ist dieser ungewohnte Psychothriller, ein Zwei-Personenstück mit Horror- und Science-Fiction-Motiven. Das zentrale Duell des Film liefern sich Malcolm McDowell […] und Madolyn Smith […], für die Produktion zeichnete der inzwischen fast legendäre Charles Band […] verantwortlich. Die Videopremiere verbreitet sparsam aufbereiteten Horror ohne spektakuläre Schrecken, dabei kommt die Spannung nicht zu kurz.“
Cinema.de urteilte: „Eigentümliche, nur mäßig spannende Mystery. Maues Psychoduell mit überraschender Pointe.“